# 雪合戦

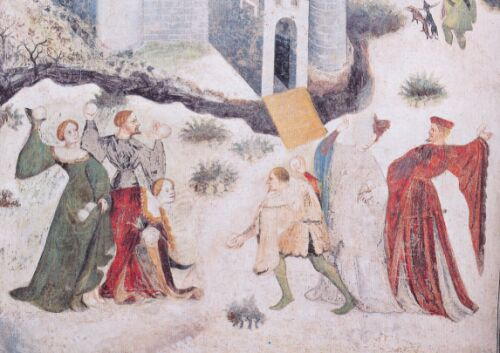
雪合戦を描いたフレスコ画（1400年）

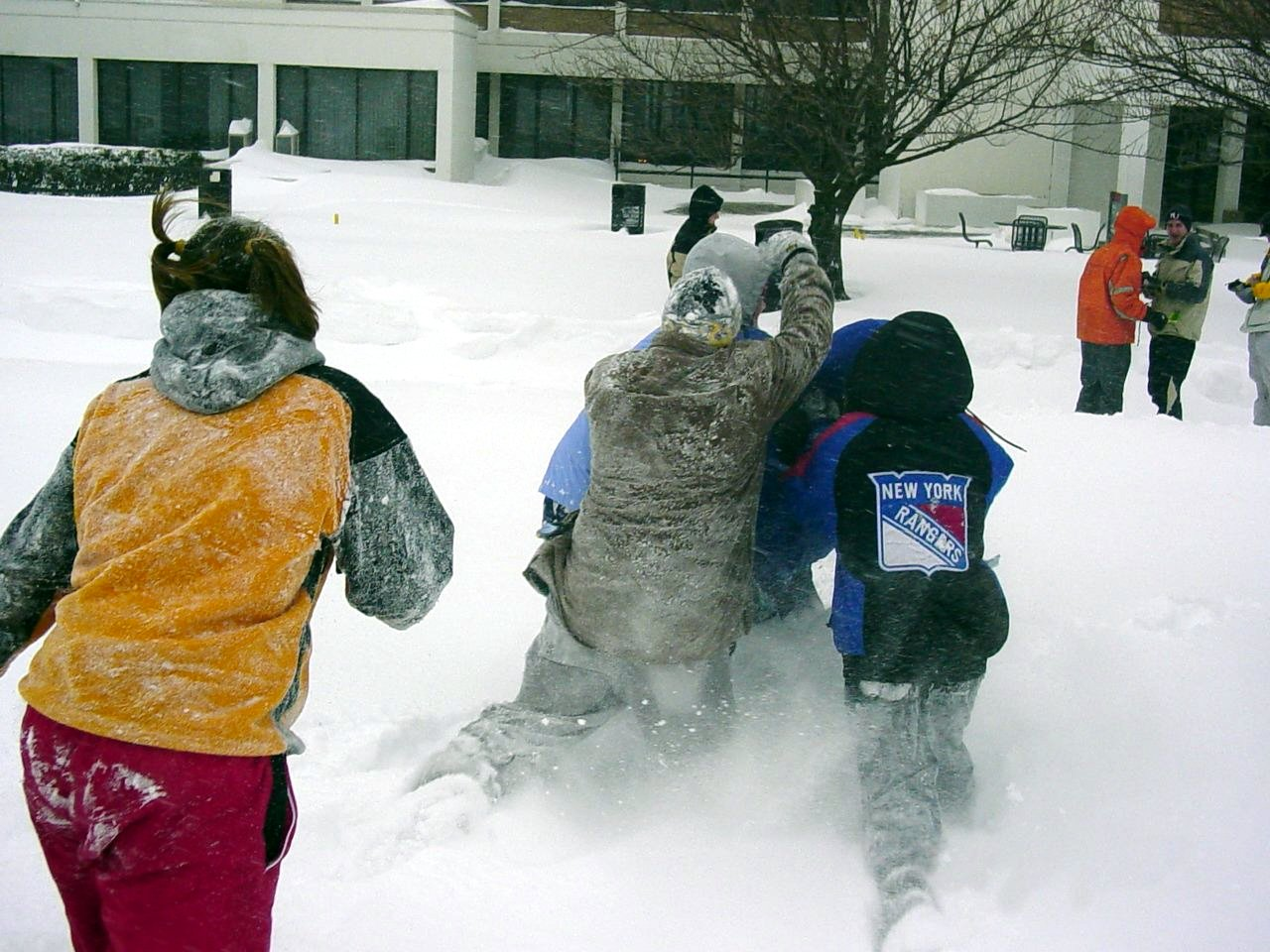
子供達の雪合戦

雪合戦（ゆきがっせん）とは、雪を丸めて投げ合う遊び、ゲームである。
日本では、ルールを決めてチーム対抗行われる「スポーツ雪合戦」もあり、全国組織として日本雪合戦連盟（事務局・長野市 2022年現在閉業）が1993年に結成された。同連盟のルールは中国やカナダ、北欧諸国でも採用されており、Yukigassenの名で海外でも広まっている。

## 概要
雪国の子供達を中心に遊びとして行われることが多い。
雪を握り固めて雪玉を作るには、（固体の）雪に適度の（液体の）水分が含まれている必要がある。北海道のように雪が含む液体水分が少ない地域では、握り締めても適当な雪球を作ることが困難なため、適度に液体の水分を含ませる必要がある。

## 歴史
遊戯として雪を投げ合うことは古くから行われていたものとみられている。日本では少なくとも平安時代より児童の遊戯として行われていた。『源氏物語』の浮舟巻には「雪ぶつけ」についての記述がある。
一方、新潟県魚沼市には、「雪合戦発祥の地」の石碑が建てられている。その由来書きによると、越後守護の一族上条定憲と越後守護代長尾為景が争った際に、刀折れ矢も尽きてもなお、両者は戦いをやめず、雪を固めて投げ合ったことが由来とされている。
1987年にチーム対抗のニュースポーツとしてアレンジされ、1988年に北海道有珠郡壮瞥町で公式ルールが国際ルールとして制定された。1989年2月25日に同町で第1回昭和新山国際雪合戦が開催され、1993年には日本雪合戦連盟が結成された。昭和新山国際雪合戦は現在でも行われ、他の大会でも国際ルールでの試合が行われるが、新潟県魚沼市（旧小出町）の魚沼国際雪合戦大会のように独自ルールを採用している大会もある。また、雪合戦ではなく「スノーボールバトル」という名称で呼ぶ場合もある。
壮瞥町の昭和新山国際雪合戦は、北海道遺産の一つに選定された。
2019年1月27-28日には群馬県利根郡みなかみ町で初のAsia Cupが開催され、JTBが募集した中国や台湾、タイ王国、ベトナム、バングラデシュなどのチームが参加した。このほか海外から新潟県十日町市では雪合戦の観光商品化がされるなど、訪日外国人の増加をきっかけに雪合戦の開催地は全国へ広がっている。

## 主な雪合戦大会
- 昭和新山国際雪合戦（北海道壮瞥町）
- ほっとゆだ北日本雪合戦大会（岩手県和賀郡西和賀町）
- 魚沼国際雪合戦大会（新潟県魚沼市）
- 浅間高原雪合戦大会（群馬県吾妻郡長野原町）
- 兵庫県雪合戦大会（兵庫県香美町）
- 島根県雪合戦大会（島根県浜田市）
- 雪合戦ひろしま交流大会in芸北(雪上で毎年行われている最南の雪合戦大会)（（広島県北広島町）
- 欧州選手権（フィンランド）
- 雪合戦アジアカップ（群馬県みなかみ町）

## ルール
ただ単に雪玉をぶつけ合うだけの単純な遊び方から、世界大会で用いられる国際ルールまで、種々存在する。
以下では日本雪合戦連盟で定められた国際ルール、及びそれに準じた競技ルールを記述する。

### 勝利条件
2チームに分かれて戦い、敵陣に配置されたフラッグを奪取、もしくは敵チームのプレイヤー全てを雪玉で撃退すれば勝利となる。制限時間内に勝利条件が満たされなかった場合、その時点で残っていたプレイヤーが多いほうのチームが勝者。残人数でも決着しない場合は引き分けとなる。
以上を1セットとし、2セット先取すれば勝利。
フラッグの奪取で10ポイント、残人数での決着の場合は人数に応じたポイントを獲得し、そのポイントを競うルール、残人数でも決着しなかった場合はビクトリー・スローにより決着させるルールなども存在する。

### コート
サイドライン40m×エンドライン10mのフィールドで行われ、センターラインを境に自陣、敵陣に分けられる。それぞれの陣地には玉除けとなるシェルターが3つと勝敗条件となるフラッグが配置され、センターライン上にもシェルターが設置される。フラッグの後方（エンドラインから8mの位置）にはバックラインが引かれる。
フォワードは自陣のバックラインより後ろに下がることはできない。また、敵陣に進入できる人数は同時に3人まで。どちらかに反した場合は反則となりセットを失う。

### プレイヤー
各チーム、プレイヤーが7人と監督が1人。プレイヤーはフォワードが4人とバックスが3人で構成される。敵の雪玉に当てられてしまったプレイヤーは失格となりコートから退場しなければならない。

### 雪玉
あらかじめ用意された直径約7cmの雪玉90個を用いる。雪玉はバックラインより後ろのシェルター後方に置かれるため、フォワードは直接雪玉を補給することはできない。フォワードとバックスが連携することが必要となる。
日本雪合戦連盟では専用の「雪玉製造機」を発明し、雪玉の準備にこれを充てている。

## 雪合戦を題材とする作品

### 映画
- 『雪合戦』 - ルイス・リュミエール監督。1896年。[5]
- 『こどものそら 雪合戦』 - 小林茂監督。2001年。[6]

### 漫画
- 『雪玉の合戦』 - 柘植真由美作。Ｄモーニング新人賞受賞。2019年。[7][8]

### 絵本
- 『やまがみさまのゆきがっせん』 - 山村輝夫作。福音館書店。1997年。[9]